# Clara-Tanit Arqué
Clara-Tanit Arqué (Girona, 1981) és una il·lustradora i dibuixant de còmic catalana. El descriu com «una excusa per a explicar quelcom i un procés d'aprenentatge.»

## Biografia
Nascuda a Girona, es va criar a Martorell, va estudiar interiorisme a l'Escola Eina i més tard, il·lustració a la Massana, on va néixer el seu interès pel còmic pel contacte amb altres estudiants, com Lola Lorente i Alberto Vázquez.
Després de col·laborar en fanzines com ara Enfermo i Lunettes i d'anar d'erasmus al país europeu de Bèlgica, va optar per treballar un còmic a tall de treball de fi de grau a partir d'uns personatges a qui havia donat vida abans: Wassalon (Astiberri, 2007). Gràcies a aquest còmic va ser guardonada amb un accèssit de còmic al certament de l'INJUVE el 2007 i nominada a autora revelació al Saló Internacional del Còmic de Barcelona de 2008. A més, la va fer guanyar el 2008 la beca AlhóndigaKomik, que li permetria de desenvolupar la seva obra a La Maison des Auteurs d'Angolema durant un any amb les despeses cobertes. Aquest nou projecte, titulat ¿Quién ama a las fresas?, seria publicat el 2010 també per Astiberri.
D'afegitó, Arqué ha dissenyat les caràtules dels discs del grup Anna Roig i L'ombre de ton chien i la coberta del seu llibre. Ha col·laborat amb RTVE en la sèrie de Videocuentos Zzz i apareix breument en el film Difuminado de 2014, dirigit pel cineasta Pere Koniec. Actualment la seva activitat professional se centra en el graphic recording.

## Obra
- 2008: Wassalon (Astiberri)
- 2010: ¿Quién ama a las fresas? (Astiberri)

## Altres publicacions
- 2009: Enfermo (Astiberri), d'entre altres
- 2010: Usted Está Aquí Llibre (Dibbuks), d'entre altres
- 2010: Colibrí (Mascaro/Puyol), d'entre altres
- 2013: Panorama. La novela gráfica española hoy (Astiberri), d'entre altres i amb coordinació i pròleg de Santiago García
- 2014: Enjambre a Enjambre. Historieta en antología compuesta por 17 cómics y 2 relatos cortos escritos d'entre altres (Norma Editorial)
- 2021: El listo que todo lo sabe ataca de nuevo. Palabras y palabros escrit per Alfred López (Larousse)
- 2022: Doble tinta a Padrines: Cròniques de maternitat i criança d'una generació silenciada d'entre altres (Pagès Editors)